# Џина Филипс
Џина Филипс (енгл. Gina Philips; Мајами Бич 10. мај 1970) америчка је филмска и телевизијска глумица. Најпознатија је по улози Триш Џенер у хорор филмовима Страшно страшило (2001) и Страшно страшило 3 (2017), као и Сенди Хингл у ТВ серији Али Мекбил (1999—2000).
Рођена је као Џина Консоло 10. маја 1970, на Флориди. Отац јој је пореклом Италијан, а мајка ашкенашка Јеврејка. Похађала је Универзитет у Пенсилванији, али га је касније напустила. Каријеру је започела епизодним улогама у телевизијским серијама, од којих се по популарности издвајају  Звездане стазе: Дубоки свемир 9 (1993).

## Филмографија
| Улоге Џине Филипс |                                 |               |                         |                       |
| Година            | Српски назив                    | Изворни назив | Улога                   | Напомена              |
| 1992.             | Од муке до науке                |               | Гејл                    | ТВ серија, 1 епизода  |
| 1993.             | Блосом                          |               | Трејси                  | ТВ серија, 1 епизода  |
| 1993.             | Звездане стазе: Дубоки свемир 9 |               | Варис Сул               | ТВ серија, 1 епизода  |
| 1994.             | Нестала деца                    |               | тинејџерка              |                       |
| 1996.             | Мрачна небеса                   |               | Марни Џејн              | ТВ серија, 1 епизода  |
| 1998.             | Живети пуним плућима            |               | Лиса Франкато           |                       |
| 1999—2000.        | Али Мекбил                      |               | Сенди Хингл             | ТВ серија, 13 епизода |
| 2001.             | Страшно страшило                |               | Патриша „Триш” Џенер    |                       |
| 2002.             | Ургентни центар                 |               | медицинска сестра Кејти | ТВ серија, 2 епизоде  |
| 2002.             | Место злочина: Лас Вегас        |               | Рајна Крел              | ТВ серија, 1 епизода  |
| 2007.             | Манк                            |               | Бренди Бербер           | ТВ серија, 1 епизода  |
| 2017.             | Страшно страшило 3              |               | Патриша „Триш” Џенер    |                       |
| 2021.             | V/H/S/94                        |               | Камиј                   |                       |